# Comuna Šmartno pri Litiji
Šmartno pri Litiji (Občina Šmartno pri Litiji) este o comună din Slovenia, cu o populație de 5.266 de locuitori (30.06.2007).

## Localități
Bogenšperk, Bukovica pri Litiji, Cerovica, Črni Potok, Dolnji Vrh, Dragovšek, Dvor, Gornji Vrh, Gozd-Reka, Gradišče pri Litiji, Gradišče, Gradiške Laze, Jablaniške Laze, Jablaniški Potok, Jastrebnik, Javorje, Jelša, Ježce, Ježni Vrh, Kamni Vrh pri Primskovem, Koške Poljane, Leskovica pri Šmartnem, Liberga, Lupinica, Mala Kostrevnica, Mala Štanga, Mihelca, Mišji Dol, Mulhe, Obla Gorica, Podroje, Poljane pri Primskovem, Preska nad Kostrevnico, Primskovo, Račica, Razbore, Riharjevec, Selšek, Sevno, Spodnja Jablanica, Stara Gora pri Velikem Gabru, Ščit, Šmartno pri Litiji, Štangarske Poljane, Velika Kostrevnica, Velika Štanga, Vinji Vrh, Vintarjevec, Višnji Grm, Volčja Jama, Vrata, Zagrič, Zavrstnik, Zgornja Jablanica